# La Rançon des ténèbres
La Rançon des ténèbres (titre original : Darkness Demands) est un roman d'horreur britannique écrit par Simon Clark et publié en 2001. Il a été édité en français chez Bragelonne en 2003 puis chez Milady en 2008.

## Résumé
La famille Newton, dont le père John est un écrivain à succès, vit à Skellbrooke, dans le Yorkshire. Elle y vit une vie sans histoire lorsque John reçoit un jour une lettre en vieil anglais, le menaçant s'il ne va pas porter une livre de chocolat sur la pierre tombale de Jess Bowen au cimetière de l'endroit. Il n'en fait pas de cas jusqu'à ce qu'il apprenne que ses voisins ont reçu de pareilles lettres. L'un des voisins a même fui sa maison comme s'il avait le diable à ses trousses. L'autre, Stan Price, est un vieillard qui perd la mémoire mais qui se rappelle vaguement avoir vécu une histoire semblable il y a plusieurs années.
Quelques jours plus tard, John reçoit une autre lettre du même acabit. Cette fois, c'est une pinte de bière qu'il faut emmener sur la même pierre tombale. S'il ne le fait pas, il va le regretter. Il décide de ne rien faire. Mais il se rappelle tout à coup qu'après la première lettre, sa fille Elizabeth a fait un accident de vélo qui a failli la défigurer. Il décide alors d'aller verser de la bière sur la pierre tombale désignée. En revenant chez lui, il apprend qu'il a obtenu un nouveau contrat de traduction pour son dernier roman. Est-ce une récompense? John commence à se demander si ce n'est pas un esprit qui lui envoie ces lettres. Cette idée est accréditée par la visite d'une ancienne habitante de Skellbrooke, Dianne Kelly, qui lui avoue que la même histoire est arrivée dans le village il y a 70 ans. Des gens ont reçu les mêmes lettres et ceux qui n'ont pas accédé à leurs demandes l'ont amèrement regretté. Certaines personnes en sont même mortes. Selon Dianne Kelly, les demandes ne sont jamais très exigeantes mais il faut y obéir.
Dianne Kelly a également raconté à John qu'après les lettres qu'il avait reçues, son père Herbert s'est enfui mystérieusement avec son autre petite fille au Canada et qu'elle ne les a jamais revus.
John reçoit une autre lettre. Cette fois, c'est une balle qu'il faut déposer sur la tombe de Jess Bowen. Il obéit. Jusqu'à maintenant, les lettres ne demandaient pas grand chose. Mais il reçoit une quatrième lettre. Cette fois, elle lui demande de lui abandonner sa fille Elizabeth dans l'un des caveaux du cimetière le samedi prochain. Catastrophé, John Newton comprend maintenant pourquoi Herbert Kelly est parti au Canada avec sa plus jeune fille. Il avait reçu la même lettre. Il décide alors de ne jamais donner Elizabeth à l'entité qui hante le cimetière. Si Kelly a réussi à sauver sa fille, pourquoi pas lui ? À la suite de cette décision, son fils Paul a un terrible accident, manque de se noyer et se retrouve dans le coma, mais cela n'entame en rien son effort de sauver Elizabeth. Il achète des billets d'avion pour la Jamaïque. Mais le sort s'acharne sur lui: il s'endort et ne se réveille qu'après le départ de l'avion. Il descend dans le village. Une épidémie de méningite y a atteint les enfants. Les gens répandent du sel partout en signe de chance.
John et Elizabeth sortent du village et se dirigent vers l'aéroport quand ils croisent Stan Price et Robert Gregory, son gendre, en train de se diriger vers le cimetière. John sait que Gregory veut s'emparer de l'héritage de Stan et il craint un assassinat. Il repart vers le cimetière pour les suivre car il veut sauver Stan. Il pénètre dans le cimetière en laissant Elizabeth dans l'auto. Il entre d'abord dans le caveau où il doit emmener sa fille à minuit. Il y trouve les restes d'Herbert Kelly qui n'a jamais emmené sa fille au Canada mais qui l'a finalement accompagné au cimetière. John sort du caveau et réussit à tirer Stan Price des griffes de Gregory. Mais sa fille a pénétré elle aussi dans le cimetière. L'esprit de l'endroit s'empare d'elle sans que John puisse lever le petit doigt.

## Les principaux personnages
- John Newton : auteur de romans à succès. Vit dans une petite maison de campagne à Skellbrooke en Angleterre avec sa femme et ses deux enfants.
- Val Newton : femme de John. Travaille dans une entreprise de fabrication d'ustensiles de cuisine.
- Paul Newton : fils adolescent de John. Vit une histoire d'amour avec Miranda Bloom.
- Elizabeth Newton : fille de John. Elle a neuf ans.
- Stan Price : vieil habitant de Skellbrooke, voisin de John Newton. Il a de fréquentes pertes de mémoire mais il se rappelle parfois des événements d'il y a 70 ans.
- Cynthia Price : fille de Stan Price. Femme de Robert Gregory.
- Robert Gregory : gendre de Stan Price. Il veut éliminer son beau-père pour mettre la main sur l'héritage.
- Dianne Kelly : ancienne habitante de Skellbrooke. Son père a reçu les mêmes lettres menaçantes que John Newton il y a 70 ans. Puis il a disparu avec sa deuxième fille Mary.
- Miranda Bloom : petite amie de Paul Newton.

## Éditions
- Darkness Demands, Cemetery Dance Publications, février 2001, 440 p.  (ISBN 978-1587670084)
- La Rançon des ténèbres, Bragelonne, 18 juin 2003, trad. Mélanie Fazi, 325 p.  (ISBN 978-2914370516)
- La Rançon des ténèbres, Milady, 5 décembre 2008, trad. Mélanie Fazi, 448 p.  (ISBN 978-2811200541)